# Axelle Lemaire
Pour les articles homonymes, voir Lemaire.
Axelle Lemaire, née le 18 octobre 1974 à Ottawa, est une femme politique et juriste franco-canadienne, membre du Parti socialiste.
Élue députée de la troisième circonscription des Français établis hors de France (Europe du Nord) en 2012 et secrétaire nationale du Parti socialiste aux droits de l'Homme, elle est secrétaire d’État chargée du numérique dans les gouvernements Valls I, Valls II et Cazeneuve de 2014 à 2017. Elle est alors notamment responsable du projet de loi pour une République numérique.

## Biographie

### Formation
Axelle Lemaire est née au Canada d’une mère française et d’un père québécois, ce dernier était professeur de communications à l'Université d'Ottawa et à l'Université St-Paul, ses deux parents étant très politisés à gauche. Ayant grandi à Hull, au Québec, elle arrive à Montpellier à l’âge de 16 ans à la suite de la retraite de son père et de la volonté de sa mère de revenir en France. Elle effectue une première année de classe préparatoire littéraire au Lycée Joffre de Montpellier puis une licence et un Master en Management Public à Sciences Po (section service public). Elle effectue ensuite une maîtrise puis un DEA de droit à l'Université Paris II Panthéon-Assas (2000) et un LLM (Maîtrise) au  King's College de Londres (2003).

### Vie professionnelle
Elle a travaillé entre 2007 et 2011 auprès de l'ancien député travailliste Denis MacShane à la chambre des Communes au Royaume-Uni.
En 2014, elle est désignée marraine de la promotion 2017 de l'ENSEA.

### Carrière politique

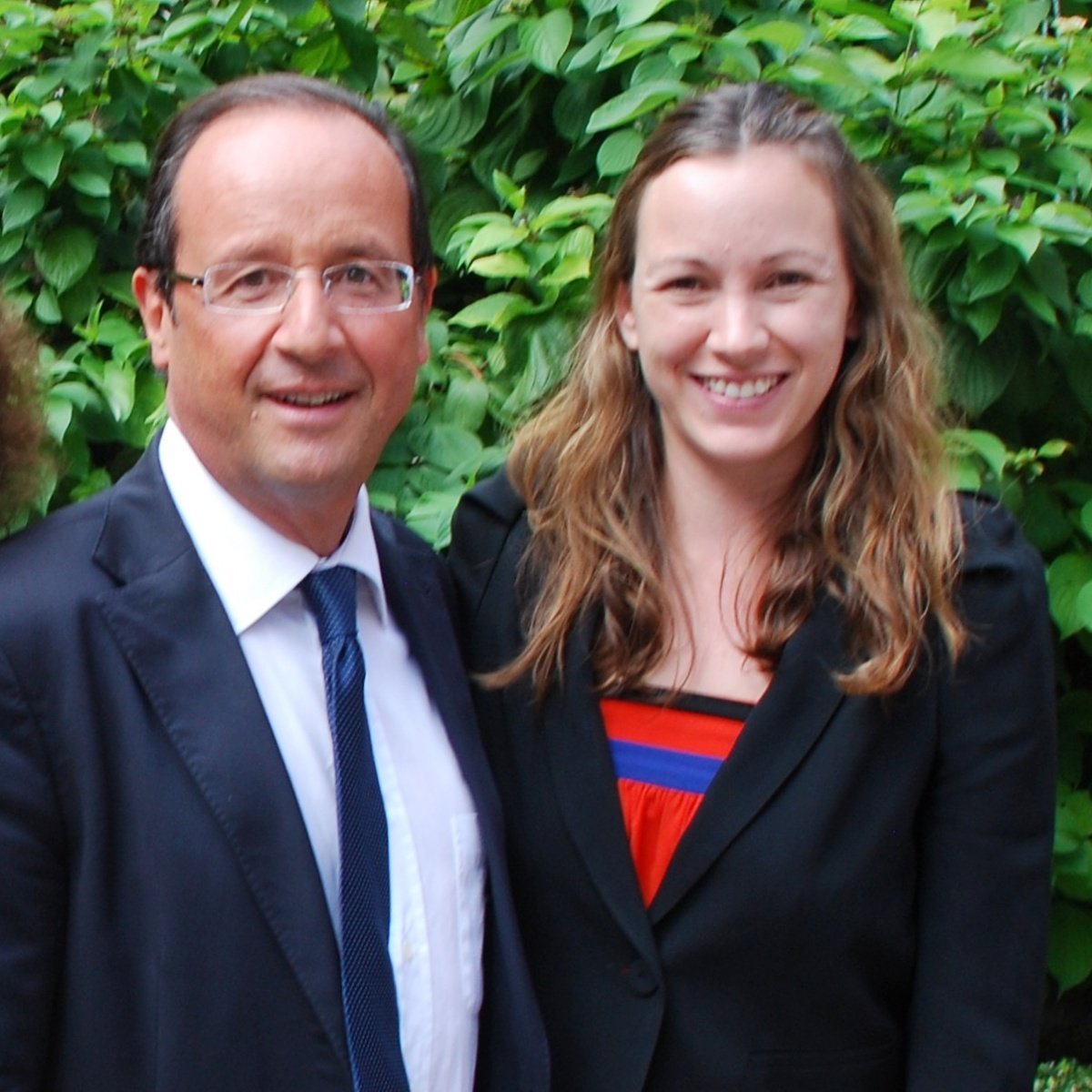
François Hollande et Axelle Lemaire, au siège du PS, en août 2011.

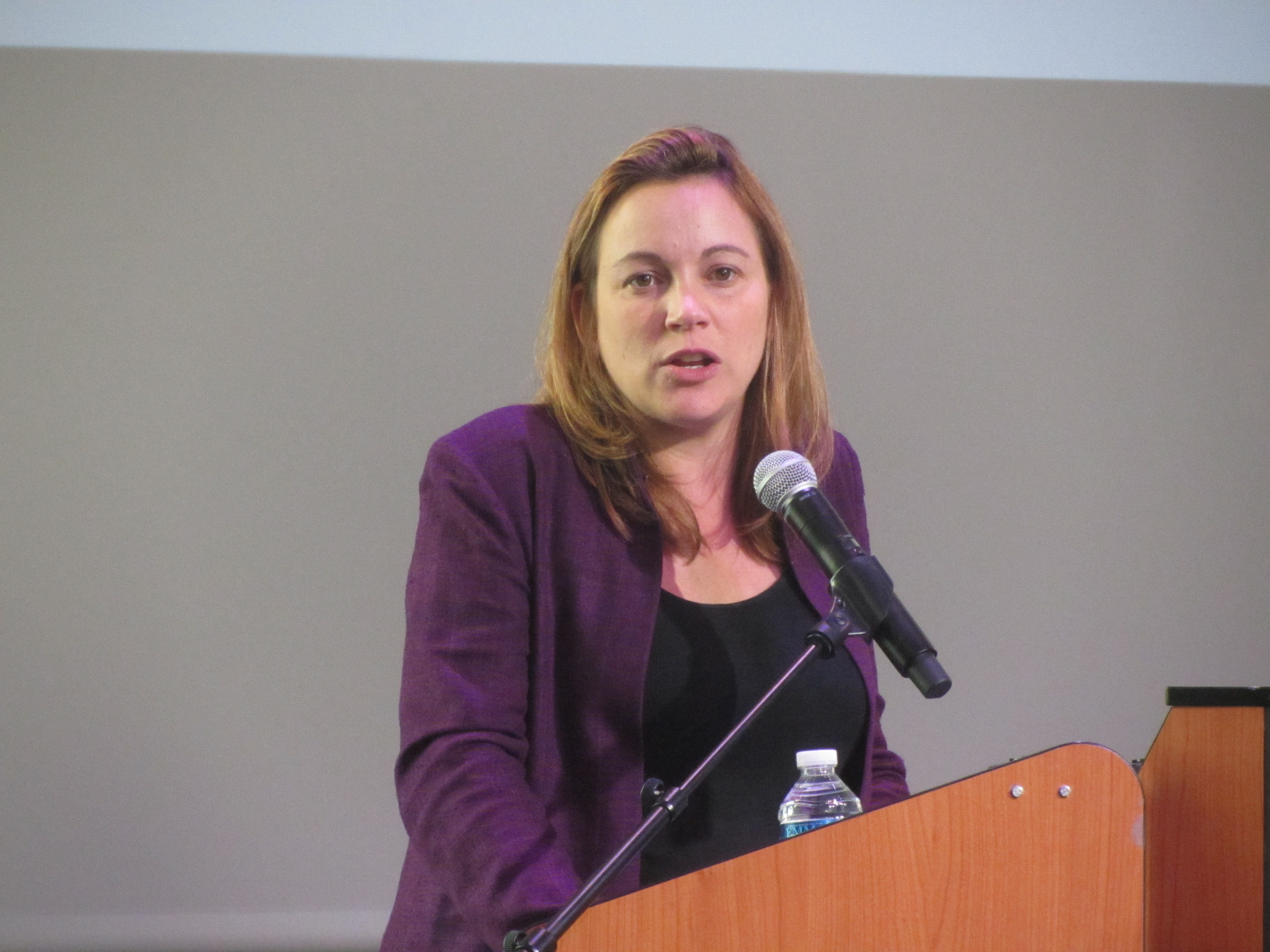
Axelle Lemaire, secrétaire d'État chargée du Numérique, lors de la clôture des Assises nationales de la médiation numérique, à la MRI de Caen, le 10 octobre 2015.

De 2008 à 2012, Axelle Lemaire est la secrétaire de la section du PS de Londres. Secrétaire nationale aux Français de l'étranger en 2012, elle est nommée secrétaire nationale aux droits de l'Homme en novembre 2012.
Lors des élections législatives de 2012, elle est élue députée de la 3e circonscription des Français établis hors de France en l'emportant avec 54,76 % des voix. Son suppléant est Christophe Premat.
Selon le site internet lepoint.fr, elle réside à Londres, qu'elle ne souhaite pas quitter. Ses responsabilités de mère de deux jeunes enfants l'auraient conduite, le 21 juin 2012, à refuser le portefeuille de « secrétaire d'État » auprès du ministre des Affaires étrangères, chargée des Français de l'étranger, dans le deuxième gouvernement de Jean-Marc Ayrault. Sur la proposition du président François Hollande, elle était pressentie pour remplacer Yamina Benguigui, qui cumulait cette fonction avec celle de ministre déléguée à la Francophonie, dans le premier gouvernement Ayrault. Après qu'elle a décliné cette offre, c'est la sénatrice Hélène Conway-Mouret qui est devenue ministre déléguée des Français de l'étranger, tandis qu'Yamina Benguigui conservait le portefeuille de la Francophonie.
Désignée secrétaire de la commission des Lois constitutionnelles, de la Législation et de l'Administration générale de la République, elle est, en 2013, rapporteur pour avis du projet de loi de régulation des activités bancaires. En 2013, elle est chef de file du groupe socialiste, républicain et citoyen lors de l'examen du projet de loi pour l'égalité entre les femmes et les hommes. À l'été 2013, elle soumet un amendement menant à l'adoption dans le droit positif français d'un « crime de réduction en esclavage ».
Elle est également membre de la commission des Affaires européennes, pour laquelle elle suit plus précisément le secteur du numérique dans le cadre de la labellisation French Tech. Elle a présenté avec Hervé Gaymard un rapport sur la stratégie numérique de l'Union européenne publié en octobre 2013. Elle est également présidente du groupe d'amitié parlementaire France/Grande-Bretagne et Irlande du Nord et s'intéresse à la protection des droits fondamentaux et des libertés publiques, la politique européenne, les secteurs du numérique et de l'innovation, l'entrepreneuriat, l'intelligence économique, la régulation bancaire.
Le 9 avril 2014, elle est nommée secrétaire d'État chargée du numérique, sous l'autorité du ministre de l'Économie et du Redressement productif, Arnaud Montebourg, dans le gouvernement Valls I. Elle est confirmée dans ses fonctions dans le gouvernement Valls II en août, sous la tutelle d'Emmanuel Macron.
En juin 2014, elle menace de quitter le Comité consultatif gouvernemental de l'ICANN notamment en raison des répercussions commerciales négatives sur le marché viticole français de son nouveau programme de domaine générique,.
Dans le cadre du futur projet de loi relatif à l'économie numérique, Axelle Lemaire plaide pour une République numérique : « Le numérique doit être un outil au service du développement économique, de l'inclusion sociale et de l'animation de la vie dans les territoires. La République numérique, c'est une stratégie globale qui se décline au sein du gouvernement, pour chacun des ministères ». Ce projet de loi préfigure aussi un soutien plus important des startups : « Les jeunes entreprises innovantes doivent bénéficier, en Europe, de possibilités de financement aussi importantes qu’aux États-Unis ». La loi pour une République numérique est définitivement adoptée le 28 septembre 2016. Axelle Lemaire a également participé à la création de la Grande École du Numérique,. La loi pour une République numérique légalise notamment la pratique des compétitions de jeux-vidéo (e-sport).
Fin 2016, elle reproche au ministre de l'Intérieur des garanties insuffisantes dans la création du fichier TES. Dans le cadre de la primaire de 2017, elle reste neutre au premier tour, mais exprime une certaine préférence au second tour : « je ne crois pas que [Manuel Valls] soit aujourd’hui en capacité de rassembler. Benoît Hamon a décliné un programme solide sur le fond et met en avant des propositions intéressantes ». Elle juge le bilan du gouvernement « globalement positif », mais « J’ai vécu l’épisode de la déchéance de nationalité comme une blessure. Je suis une binationale : j’aurais un côté moins français que les autres. »
Axelle Lemaire participe au développement de la French Tech en lançant notamment le French Tech Visa et la French Tech Accélération. Le French Tech Visa est une procédure accélérée pour les entrepreneurs et investisseurs qui veulent s'implanter en France afin de développer une start-up du programme French Tech. Le Visa est destiné aux non-Européens et non-Suisses et dure quatre ans, renouvelable, avec accueil possible du conjoint. La French Tech Accélération est un fonds d'investissement de 200 millions d'euros géré par BPI France permettant d'investir en fonds propres dans des accélérateurs de start-up français.
Après la victoire de Benoît Hamon à la primaire, elle est chargée d'une « mission Innovation 2025 » dans le cadre de sa campagne présidentielle. Elle démissionne ensuite du gouvernement le 27 février 2017 pour se consacrer à sa campagne pour les élections législatives, expliquant que le contexte politique et ses obligations familiales lui nécessitent un temps long pour faire campagne : « En 2012, lorsque j’ai été candidate sur cette circonscription, j’ai eu besoin de deux ans. Aujourd’hui, faire une campagne éclair alors que le moment, avec le Brexit, est historique, c’est impossible. »
Elle est battue au second tour des élections législatives de juin 2017 par le candidat La République en marche Alexandre Holroyd, avec 29,89 % des suffrages exprimés, contre 70,11 % pour son concurrent.
Le 6 décembre 2017, elle reçoit le prix de l'innovation en politique ("Innovation in politics awards") qui récompense les projets politiques les plus "courageux et ambitieux" au titre de la méthode d'intelligence collective déployée pour la rédaction de La loi pour une République numérique.

### Critiques
Durant son mandat de secrétaire d’État chargée du numérique, Axelle Lemaire se prononce en septembre 2014, lors d'une interview avec Le Journal du Net, en faveur de la défense du principe de neutralité du réseau, et réitère sa position le 22 mai 2015 lors d'un débat réalisé par la chaîne ThinkerView dans le bureau du Ministre. Sa défense apparente de la neutralité du net à l'échelle européenne est remise en cause par La Quadrature du Net qui a effectivement dénoncé la décision du Conseil de l'Union européenne de favoriser au contraire la neutralité du réseau et la surveillance numérique généralisée avec le filtrage des contenus au moyen de l'inspection profonde des paquets.
Axelle Lemaire met en colère Christian Thorel, directeur de la librairie Ombres blanches, en conseillant aux libraires de collaborer avec Amazon et en les prévenant qu'il ne sert à rien de s'enfermer dans « des réflexes défensifs de résistance ».
Il lui est régulièrement reproché l'écart entre ses discours favorables à une liberté d'Internet et aux lanceurs d'alertes, et son soutien au projet de loi relatif au renseignement de son gouvernement.
Le 16 juin 2015, s'étant peu exprimée lors des discussions sur le projet de loi relative au renseignement, jugé restrictif pour les libertés fondamentales par ses détracteurs, jusqu'à son adoption par une large majorité du Parlement, Axelle Lemaire aurait évoqué, selon Mediapart, l'idée récurrente d'une démission du gouvernement.

## Carrière dans le privé
En février 2018, Axelle Lemaire rejoint à Paris le cabinet de conseil Roland Berger. Elle est chargée du développement de Terra Numerata, un écosystème mondial regroupant des jeunes pousses et entreprises innovantes.
Le 25 janvier 2022, elle rejoint la Croix-Rouge française au poste de Directrice déléguée à la Stratégie, la Transformation et l'Innovation ainsi que Directrice Générale de 21 (incubateur en innovation sociale de l'association).
En octobre 2023, elle devient directrice Responsabilité d’Entreprise et Développement Durable de Sopra Steria.